# Pascua Xoven Arousa
La Pascua Xoven de Arousa (Pascua Joven de Arosa en castellano) nació de la mano de D. Jaime Vaamonde Souto (1942-2013) en Villagarcía de Arosa, ciudad española de la provincia de Pontevedra y es realizada cada año como actividad juvenil, festiva y religiosa, siendo la convivencia juvenil cristiana de mayor permanencia en el tiempo en el conjunto del Estado español.

## Orígenes de la Pascua Xoven
La Pascua Juvenil nace en Cataluña en el mismo año en que un joven sacerdote recién ordenado y cargado de iniciativas, D. Jaime Vaamonde Souto, llega a las Rías Bajas, corría 1970. Entre sus primeras acciones estuvo fundar el grupo Airiños 3.en el actual Instituto Castro Alobre de Villagarcía de Arosa, antaño conocido como Centro de Enseñanza media y profesional ”Calvo Sotelo”, en dónde ejercía como docente y desarrollaba diferentes actividades adicionales a las didácticas y musicales, dirigidas tanto a los estudiantes del centro, como a los jóvenes de la parroquia de Sobradelo y que paulatinamente hizo extensivas a la zona de la Ría de Arosa, que si bien tenían carácter religioso, se desarrollaban en un ambiente alegre, festivo y musical gracias al grupo musical creado primeramente; D. Jaime "fue el iniciador de la denominada “Pascua Xove”. Debemos resaltar que en el curso 1972-1973 tuvo lugar "el primero, en Armenteira, y a partir del segundo, en el patio del colegio de las Filipenses. Al primer párroco de A Xunqueira le debe Vilagarcía no solo la Pascua Xoven, sino también la formación del mítico grupo musical Airiños".
Cuando en el año 1985 Don Jaime es nombrado vicario episcopal asume el cargo de párroco de la parroquia da Xunqueira Don Xosé Rodríguez Manteiga (conocido por todos como Pepe Manteiga) que le dio un importante impulso haciendo que creciese el número de participantes de manera muy significativa. Fue en ese periodo cuando se lograron las cuotas de participación más elevadas. 
Además se mantuvo la fidelidad a la idea inicial en la cual el único órgano de decisión de la Pascua Xoven era el Secretariado.  Este secretariaro era una reunión asamblearia en la cual cada grupo de origen tenía una representación. Allí se decidían todos los asuntos relativos a la convivencia y se trataba de que los miembros de este órgano de gestión tuviesen una experiencia de convivencia y de participación.

Actualmente esta reunión anual de la juventud sigue la trayectoria iniciada por su fundador tras más de cuatro décadas de andadura, ahora de la mano de D. Manuel Antonio Couceiro Cachaldora Archivado el 14 de febrero de 2015 en Wayback Machine., párroco de "A Nosa Señora da Xunqueira y de San Pedro de Fontecarmoa", con la colaboración de D. José Aldao, párroco de Santa Mariña (Cambados), reuniendo a adolescentes de toda Galicia en las instalaciones del Colegio Filipense Sagrada Familia.
Con la llegada al cargo de este nuevo párroco se limitó el ámbito de decisión del Secretariado habiendo en principio una coordinadora del secretariado. 

## Desarrollo
La Pascua Xoven de Arousa Archivado el 14 de febrero de 2015 en Wayback Machine. tiene lugar dos semanas después de Semana Santa durante tres días en que los juegos cooperativos y dinámicos, las charlas, los trabajos en equipo, la música y el ambiente festivo describen esta convivencia.

### Día 1 Viernes
Llegada y recepción de los participantes en el recinto del Colegio Filipense Sagrada Familia.
Pregón pascual.

### Día 2 Sábado
Por la mañana se desarrollan los "talleres-faladoiros" (talleres-reuniones en español). 
Por la noche se realiza la celebración penitencial del perdón

### Día 3 Domingo
La fiesta juvenil acaba con la lectura del manifiesto de los jóvenes, confeccionado a lo largo del día.

## Sucesos y repercusiones
Es la celebración más antigua en España de esta naturaleza2.
A lo largo de sus más de cuarenta años ha logrado diferentes niveles de participación, oscilando entre los 200-3002, llegando a alcanzar una participación récord de 600 personas, lo que hace que miles de jóvenes hayan concurrido a este encuentro.